# 형의 시효
형의 시효란 형을 선고하는 재판이 확정된 후에 그 집행이 이루어지지 않고 일정한 기간이 경과하면 형의 집행이 면제되는 제도이다.(형법 제77조 및 제78조)
형의 시효는 재판이 확정된 후에 형벌권을 소멸시킨다는 점에서, 국가기관이 재판을 요구할 수 있는 소추권을 소멸시키는 공소시효와는 다르다. 선고형에 따라 기간을 정하는 형의 시효는 각각의 범죄에 대한 법정형 중 가장 무거운 형을 기준으로 기간을 정하는 공소시효보다 길게 정하는 것이 일반적이다.

## 각국의 형의 시효
| 형의 구분                                                       | 대한민국 | 일본           | 독일                 | 중화민국 |
| --------------------------------------------------------------- | -------- | -------------- | -------------------- | -------- |
| 사형                                                            | 삭제     | 형의 시효 배제 | 사형제 폐지 (1949년) | 40년     |
| 무기형                                                          | 20년     | 30년           | 형의 시효 배제       | 40년     |
| 10년 이상의 유기형                                              | 15년     | 20년           | 25년                 | 40년     |
| 3년 이상 10년 미만의 유기형 (독일: 5년 이상 10년 미만의 유기형) | 10년     | 10년           | 20년                 | 30년     |
| 3년 미만의 유기형 (독일: 1년 이상 5년 미만의 유기형)            | 7년      | 5년            | 10년                 | 15년     |
| 벌금, 몰수, 추징 (독일·대만: 1년 미만의 유기형 포함)            | 5년      | 3년            | 5년                  | 7년      |
| 구류, 과료                                                      | 1년      | 1년            | 구류, 과료의 형 없음 | 7년      |

조선민주주의인민공화국, 중화인민공화국, 그 밖의 구 공산권 국가의 형법에는 공소시효에 관한 규정은 있으나, 형의 시효에 관한 규정은 없다.

## 시효의 정지와 중단
형의 시효는 형의 집행유예, 집행정지, 가석방, 그 밖에 집행할 수 없는 기간 동안은 진행되지 아니하며, 형이 확정된 후 그 형의 집행을 종료하지 아니한 자가 국외에 있는 기간 동안에도 진행되지 아니한다.(형법 제79조)
징역, 금고와 구류의 시효는 수형자를 체포한 때에, 벌금, 과료, 몰수와 추징의 시효는 강제처분을 개시한 때에 중단된다.(형법 제80조)